# Thomas Fontaine
Thomas Fontaine (Saint-Pierre, 8 maggio 1991) è un calciatore malgascio con cittadinanza francese nato a Riunione, difensore del GOAL e della nazionale malgascia.

## Carriera

### Nazionale
Ha disputato il Mondiale Under-20 del 2011 con la Francia. Dal 2017 gioca per la nazionale malgascia, con cui nel 2019 prende parte alla Coppa d'Africa.

## Palmarès

### Club

#### Competizioni nazionali
- Campionato francese di seconda divisione: 1

Lorient: 2019-2020